# Église Notre-Dame-de-l'Assomption de Lyon
L'église Notre-Dame-de-l'Assomption est une église située dans le 8e arrondissement de Lyon en France.

## Histoire
La paroisse est érigée par le cardinal Couillé le 16 décembre 1907 et placée sous la protection de la Vierge de l'Assomption.
Initialement construite pour un usage temporaire et devenir ensuite une salle de spectacle, elle comprend un presbytère, des appartements, des salles de réunion et des classes. Elle est ouverte le 15 août 1908.
Depuis octobre 2020, elle accueille la paroisse orthodoxe serbe Saint Cyrille et Méthode trois dimanches par mois.

## Description
Un chemin de croix anonyme est peint dans la nef sur des panneaux de bois.